# Mas del Toda
El Mas del Toda és una masia de Riudoms (Baix Camp) inclosa a l'Inventari del Patrimoni Arquitectònic de Catalunya.

## Descripció
Mas situat a l'esquerra de la riera de Maspujols, sota la carretera d'Alcolea, a la partida de les planes del Roquís, en un pinar. Es tracta de tres edificis, el primer amb una mena de torre alta, moderna, feta de paredat amb reforços de maons i arrebossada. L'edifici principal, construït de paredat, és de planta rectangular, quasi quadrada; façana arrebossada, que té una filada de finestres decorades amb rajoles d'escacs blancs i blaus. Al costat té un edifici més modern, habitat pels masovers. Al mas s'hi accedeix, des de la riera, per un camí empedrat, flanquejat per plàtans.

## Història
La família Toda, així com el seu mas, és una de les més conegudes del terme. En la segona meitat del segle xviii, en Josep Toda era un dels pocs propietaris amb títol del municipi, alhora que el quart major contribuent, amb 1.186,83 sous el 1763, repartits en 904,83 en terres, 58 en immobles, i 224 en rendes. Josep Toda, cap d'una de les famílies més rellevants al llarg del segle, era qui rebia més rendes dels posseïdors de títol. En les terres que envolten el mas s'han fet importants descobriments arqueològics, especialment d'època ibèrica i romana, dels quals destaca un gran fragment d'una escultura de marbre de Bacchus, deu del vi, fet que demostra una explotació agrícola des de l'antiguitat en aquest sector del terme.